# 荻島達也
荻島 達也（おぎしま たつや、1972年 - ）は、日本の男性映画監督。静岡県出身。

## 経歴
- 堤幸彦、中島悟、新城毅彦、羽住英一郎らによる演出作品のチーフ助監督を歴任。
- 初監督作品は『きみにしか聞こえない』、第2回監督作品は『KIDS』と、2作連続で乙一による小説の実写化に取り組んでいる。

## 主な作品

### 監督作品
- きみにしか聞こえない（2007年）
- KIDS（2008年）
- ブラック・フィルム（2015年）

### 助監督作品
- NOEL（2003年、梨木友徳監督）
- ただ、君を愛してる（2006年、新城毅彦監督）